# John Peers
Đừng nhầm lẫn với John Piers.
John William Peers (sinh ngày 25 tháng 7 năm 1988) là một vận động viên quần vợt chuyên nghiệp người Úc đã hoàn thành tại cấp ATP Challenger Tour ở cả hai nội dung đơn và đôi vào năm 2013, khi anh bắt đầu đánh đôi và cũng bắt đầu thi đấu ở cấp độ ATP World Tour.
Peers có thứ hạng đánh đôi cao nhất là vị trí số 2 trên thế giới vào Tháng 4 năm 2017. Thứ hạng đánh đơn cao nhất của anh là vị trí số 456 vào Tháng 6 năm 2012.
John Peers đã đến Mentone Grammar và dẫn đầu đội 1STS đến 2 giải premierships, anh lần đầu tiên vào Năm thứ 7 năm 2001 và Năm thứ 2 năm 2006.
Peers là con trai của cựu vận động viên quần vợt chuyên nghiệp Elizabeth Little và là anh trai vận động viên quần vợt nữ Sally Peers.

## Chung kết các giải đấu

### Chung kết giải Grand Slam

#### Đôi: 3 (1 danh hiệu, 2 á quân)
| Kết quả | Năm  | Giải đấu   | Mặt sân | Đồng đội       | Đối thủ                             | Tỉ số              |
| ------- | ---- | ---------- | ------- | -------------- | ----------------------------------- | ------------------ |
| Á quân  | 2015 | Wimbledon  | Cỏ      | Jamie Murray   | Jean-Julien Rojer Horia Tecău       | 6–7(5–7), 4–6, 4–6 |
| Á quân  | 2015 | Mỹ Mở rộng | Cứng    | Jamie Murray   | Pierre-Hugues Herbert Nicolas Mahut | 4–6, 4–6           |
| Vô địch | 2017 | Úc Mở rộng | Cứng    | Henri Kontinen | Bob Bryan Mike Bryan                | 7–5, 7–5           |

### Giải đấu cuối năm

#### Đôi: 2 (2 danh hiệu)
| Kết quả | Năm  | Giải đấu                 | Mặt sân  | Đồng đội       | Đối thủ                   | Tỉ số            |
| ------- | ---- | ------------------------ | -------- | -------------- | ------------------------- | ---------------- |
| Vô địch | 2016 | ATP Finals, Luân Đôn     | Cứng (i) | Henri Kontinen | Raven Klaasen Rajeev Ram  | 2–6, 6–1, [10–8] |
| Vô địch | 2017 | ATP Finals, Luân Đôn (2) | Cứng (i) | Henri Kontinen | Łukasz Kubot Marcelo Melo | 6–4, 6–2         |

### Chung kết Masters 1000

#### Đôi: 3 (2 danh hiệu, 1 á quân)
| Kết quả | Năm  | Giải đấu           | Mặt sân  | Đồng đội       | Đối thủ                             | Tỉ số            |
| ------- | ---- | ------------------ | -------- | -------------- | ----------------------------------- | ---------------- |
| Á quân  | 2016 | Thượng Hải Masters | Cứng     | Henri Kontinen | John Isner Jack Sock                | 4–6, 4–6         |
| Vô địch | 2016 | Paris Masters      | Cứng (i) | Henri Kontinen | Pierre-Hugues Herbert Nicolas Mahut | 6–4, 3–6, [10–6] |
| Vô địch | 2017 | Thượng Hải Masters | Cứng     | Henri Kontinen | Łukasz Kubot Marcelo Melo           | 6–4, 6–2         |

## Chung kết sự nghiệp ATP

### Đôi: 29 (18 danh hiệu, 11 á quân)
| Chú thích                         |
| --------------------------------- |
| Giải Grand Slam (1–2)             |
| ATP World Tour Finals (2–0)       |
| ATP World Tour Masters 1000 (2–1) |
| ATP World Tour 500 Series (5–5)   |
| ATP World Tour 250 Series (8–3)   |

| Danh hiệu theo mặt sân |
| ---------------------- |
| Cứng (11–8)            |
| Đất nện (6–1)          |
| Cỏ (1–2)               |
| Thảm (0–0)             |

| Kết quả | T-B   | Ngày             | Giải đấu                                                 | Thể loại     | Mặt sân  | Đồng đội       | Đối thủ                              | Tỉ số                  |
| ------- | ----- | ---------------- | -------------------------------------------------------- | ------------ | -------- | -------------- | ------------------------------------ | ---------------------- |
| Win     | 1–0   | Th4 năm 2013     | U.S. Men's Clay Court Championships, United States       | 250 Series   | Clay     | Jamie Murray   | Bob Bryan Mike Bryan                 | 1–6, 7–6(7–3), [12–10] |
| Win     | 2–0   | Th7 năm 2013     | Swiss Open, Switzerland                                  | 250 Series   | Clay     | Jamie Murray   | Pablo Andújar Guillermo García-López | 6–3, 6–4               |
| Win     | 3–0   | Th9 năm 2013     | Thailand Open, Thailand                                  | 250 Series   | Hard (i) | Jamie Murray   | Tomasz Bednarek Johan Brunström      | 6–3, 3–6, [10–6]       |
| Loss    | 3–1   | Th10 năm 2013    | Japan Open, Japan                                        | 500 Series   | Hard     | Jamie Murray   | Rohan Bopanna Édouard Roger-Vasselin | 6–7(5–7), 4–6          |
| Win     | 4–1   | tháng 5 năm 2014 | Bavarian International Tennis Championships, Germany     | 250 Series   | Clay     | Jamie Murray   | Colin Fleming Ross Hutchins          | 6–4, 6–2               |
| Loss    | 4–2   | Th6 năm 2014     | Queen's Club Championships, United Kingdom               | 250 Series   | Grass    | Jamie Murray   | Alexander Peya Bruno Soares          | 6–4, 6–7(4–7), [4–10]  |
| Loss    | 4–3   | Th8 năm 2014     | Winston-Salem Open, United States                        | 250 Series   | Hard     | Jamie Murray   | Juan Sebastián Cabal Robert Farah    | 3–6, 4–6               |
| Loss    | 4–4   | Th9 năm 2014     | Malaysian Open, Malaysia                                 | 250 Series   | Hard (i) | Jamie Murray   | Marcin Matkowski Leander Paes        | 6–3, 6–7(5–7), [5–10]  |
| Win     | 5–4   | Th1 năm 2015     | Brisbane International, Australia                        | 250 Series   | Hard     | Jamie Murray   | Alexandr Dolgopolov Kei Nishikori    | 6–3, 7–6(7–4)          |
| Loss    | 5–5   | Th2 năm 2015     | Rotterdam Open, Netherlands                              | 500 Series   | Hard (i) | Jamie Murray   | Jean-Julien Rojer Horia Tecău        | 6–3, 3–6, [8–10]       |
| Loss    | 5–6   | Th4 năm 2015     | Barcelona Open, Spain                                    | 500 Series   | Clay     | Jamie Murray   | Marin Draganja Henri Kontinen        | 3–6, 7–6(8–6), [9–11]  |
| Loss    | 5–7   | Th7 năm 2015     | Wimbledon, United Kingdom                                | Grand Slam   | Grass    | Jamie Murray   | Jean-Julien Rojer Horia Tecău        | 6–7(5–7), 4–6, 4–6     |
| Win     | 6–7   | Th8 năm 2015     | German Open, Germany                                     | 500 Series   | Clay     | Jamie Murray   | Juan Sebastián Cabal Robert Farah    | 2–6, 6–3, [10–8]       |
| Loss    | 6–8   | Th9 năm 2015     | US Open, United States                                   | Grand Slam   | Hard     | Jamie Murray   | Pierre-Hugues Herbert Nicolas Mahut  | 4–6, 4–6               |
| Loss    | 6–9   | Th10 năm 2015    | Vienna Open, Austria                                     | 500 Series   | Hard (i) | Jamie Murray   | Łukasz Kubot Marcelo Melo            | 6–4, 6–7(3–7), [6–10]  |
| Loss    | 6–10  | Th11 năm 2015    | Swiss Indoors, Switzerland                               | 500 Series   | Hard (i) | Jamie Murray   | Alexander Peya Bruno Soares          | 5–7, 5–7               |
| Win     | 7–10  | Th1 năm 2016     | Brisbane International, Australia (2)                    | 250 Series   | Hard     | Henri Kontinen | James Duckworth Chris Guccione       | 7–6(7–4), 6–1          |
| Win     | 8–10  | tháng 5 năm 2016 | Bavarian International Tennis Championships, Germany (2) | 250 Series   | Clay     | Henri Kontinen | Juan Sebastián Cabal Robert Farah    | 6–3, 3–6, [10–7]       |
| Win     | 9–10  | Th7 năm 2016     | German Open, Germany (2)                                 | 500 Series   | Clay     | Henri Kontinen | Daniel Nestor Aisam-ul-Haq Qureshi   | 7–5, 6–3               |
| Loss    | 9–11  | Th10 năm 2016    | Shanghai Masters, China                                  | Masters 1000 | Hard     | Henri Kontinen | Jack Sock John Isner                 | 4–6, 4–6               |
| Win     | 10–11 | Th11 năm 2016    | Paris Masters, France                                    | Masters 1000 | Hard (i) | Henri Kontinen | Pierre-Hugues Herbert Nicolas Mahut  | 6–4, 3–6, [10–6]       |
| Win     | 11–11 | Th11 năm 2016    | ATP World Tour Finals, United Kingdom                    | Tour Finals  | Hard (i) | Henri Kontinen | Raven Klaasen Rajeev Ram             | 2–6, 6–1, [10–8]       |
| Win     | 12–11 | Th1 năm 2017     | Australian Open, Australia                               | Grand Slam   | Hard     | Henri Kontinen | Bob Bryan Mike Bryan                 | 7–5, 7–5               |
| Win     | 13–11 | Th8 năm 2017     | Washington Open, United States                           | 500 Series   | Hard     | Henri Kontinen | Łukasz Kubot Marcelo Melo            | 7–6(7–5), 6-4          |
| Win     | 14–11 | Th10 năm 2017    | China Open, China                                        | 500 Series   | Hard     | Henri Kontinen | John Isner Jack Sock                 | 6–3, 3–6, [10–7]       |
| Win     | 15–11 | Th10 năm 2017    | Shanghai Masters, China                                  | Masters 1000 | Hard     | Henri Kontinen | Łukasz Kubot Marcelo Melo            | 6–4, 6–2               |
| Win     | 16–11 | Th11 năm 2017    | ATP Finals, United Kingdom (2)                           | Tour Finals  | Hard (i) | Henri Kontinen | Łukasz Kubot Marcelo Melo            | 6–4, 6–2               |
| Win     | 17–11 | Th1 năm 2018     | Brisbane International, Australia                        | 250 Series   | Hard     | Henri Kontinen | Leonardo Mayer Horacio Zeballos      | 3–6, 6–3, [10–2]       |
| Win     | 18–11 | Th6 năm 2018     | Queen's Club Championships, United Kingdom               | 500 Series   | Grass    | Henri Kontinen | Jamie Murray Bruno Soares            | 6–4, 6–3               |

## Chung kết Challenger và Futures

### Đơn: 3 (2-1)
| Chú thích                 |
| ------------------------- |
| ATP Challenger Tour (0–0) |
| ITF Futures Tour (1–2)    |

| Danh hiệu theo mặt sân |
| ---------------------- |
| Cứng (1–2)             |
| Đất nện (0–0)          |
| Cỏ (0–0)               |

| Két quả | T-B | Ngày             | Giải đấu                | Thể loại | Mặt sân | Đối thủ         | Tỉ số                   |
| ------- | --- | ---------------- | ----------------------- | -------- | ------- | --------------- | ----------------------- |
| Á quân  | 0–1 | tháng 6 năm 2011 | Venezuela F4, Maracaibo | Futures  | Cứng    | Eduardo Struvay | 4–6, 6–3, 6–7(10–12)    |
| Vô địch | 1–1 | tháng 7 năm 2011 | Venezuela F6, Caracas   | Futures  | Cứng    | Roberto Maytín  | 7–6(7–4), 4–6, 7–6(7–2) |
| Á quân  | 1–2 | tháng 4 năm 2012 | USA F10, Little Rock    | Futures  | Cứng    | Tennys Sandgren | 1–6, 6–7(6–8)           |

### Đôi: 20 (13-7)
| Chú thích (Đôi)           |
| ------------------------- |
| ATP Challenger Tour (8–4) |
| ITF Futures Tour (5–3)    |

| Danh hiệu theo mặt sân |
| ---------------------- |
| Cứng (12–6)            |
| Đất nện (0–1)          |
| Cỏ (1–0)               |

| Kết quả | T-B  | Ngày          | Giải đấu                       | Thể loại   | Mặt sân  | Đồng đội                 | Đối thủ                          | Tỉ số                  |
| ------- | ---- | ------------- | ------------------------------ | ---------- | -------- | ------------------------ | -------------------------------- | ---------------------- |
| Win     | 1–0  | Th6 năm 2011  | Venezuela F4, Maracaibo        | Futures    | Hard     | Roberto Maytín           | Peter Aarts Chris Letcher        | 6–2, 6–1               |
| Loss    | 1–1  | Th6 năm 2011  | Venezuela F5, Coro             | Futures    | Hard     | Roberto Maytín           | Piero Luisi Román Recarte        | 4–6, 3–6               |
| Loss    | 1–2  | Th7 năm 2011  | Venezuela F6, Caracas          | Futures    | Hard     | Roberto Quiroz           | Piero Luisi Roberto Maytín       | 4–6, 4–6               |
| Win     | 2–2  | Th8 năm 2011  | USA F22, Edwardsville          | Futures    | Hard     | Nicolas Meister          | Devin Britton Bradley Cox        | 6–2, 6–4               |
| Win     | 3–2  | Th10 năm 2011 | Australia F10, Port Pirie      | Futures    | Hard     | Robert McKenzie          | G.D. Jones Jose Statham          | 6–7(3–7), 6–4, [10–8]  |
| Win     | 4–2  | Th11 năm 2011 | Australia F11, Happy Valley    | Futures    | Hard     | Robert McKenzie          | Jack Schipanski Li Tu            | 6–4, 6–2               |
| Loss    | 4–3  | Th11 năm 2011 | Australia F12, Traralgon       | Futures    | Hard     | Dane Propoggia           | Luke Saville Andrew Whittington  | 6–4, 4–6, [5–10]       |
| Win     | 5–3  | Th2 năm 2012  | Burnie, Australia              | Challenger | Hard     | John-Patrick Smith       | Divij Sharan Vishnu Vardhan      | 6–2, 6–4               |
| Win     | 6–3  | Th2 năm 2012  | Caloundra, Australia           | Challenger | Hard     | John-Patrick Smith       | John Paul Fruttero Raven Klaasen | 7–6(7–5), 6–4          |
| Win     | 7–3  | Th3 năm 2012  | USA F8, Costa Mesa             | Futures    | Hard     | Nicolas Meister          | Carsten Ball Andre Begemann      | 6–3, 6–7(1–7), [17–15] |
| Win     | 8–3  | Th4 năm 2012  | León, Mexico                   | Challenger | Hard     | John-Patrick Smith       | César Ramírez Bruno Rodríguez    | 6–3, 6–3               |
| Loss    | 8–4  | Th6 năm 2012  | Prostějov, Czech Republic      | Challenger | Clay     | Colin Ebelthite          | Hsieh Cheng-peng Lee Hsin-han    | 5–7, 5–7               |
| Loss    | 8–5  | Th7 năm 2012  | Winnetka, United States        | Challenger | Hard     | John-Patrick Smith       | Devin Britton Jeff Dadamo        | 6–1, 2–6, [6–10]       |
| Win     | 9–5  | Th7 năm 2012  | Lexington, United States       | Challenger | Hard     | Austin Krajicek          | Tennys Sandgren Rhyne Williams   | 6–1, 7–6(7–4)          |
| Loss    | 9–6  | Th8 năm 2012  | Vancouver, Canada              | Challenger | Hard     | John-Patrick Smith       | Maxime Authom Ruben Bemelmans    | 4–6, 2–6               |
| Win     | 10–6 | Th8 năm 2012  | Aptos, United States           | Challenger | Hard     | Rik de Voest             | Chris Guccione Frank Moser       | 6–7(5–7), 6–1, [10–4]  |
| Loss    | 10–7 | Th9 năm 2012  | Istanbul, Turkey               | Challenger | Hard     | Adrián Menéndez-Maceiras | Karol Beck Lukáš Dlouhý          | 6–3, 2–6, [6–10]       |
| Win     | 11–7 | Th10 năm 2012 | Belém, Brazil                  | Challenger | Hard     | John-Patrick Smith       | Nicholas Monroe Simon Stadler    | 6–3, 6–2               |
| Win     | 12–7 | Th11 năm 2012 | Charlottesville, United States | Challenger | Hard (i) | John-Patrick Smith       | Jarmere Jenkins Jack Sock        | 7–5, 6–1               |
| Win     | 13–7 | Th6 năm 2013  | Nottingham, United Kingdom     | Challenger | Grass    | Jamie Murray             | Ken Skupski Neal Skupski         | 6–2, 6–7(3–7), [10–6]  |

## Thống kê sự nghiệp đôi
| VĐ | CK | BK | TK | V# | RR | Q# | A |  | Z# | PO | G | F-S | SF-B | NMS | NH |

Tính đến Giải quần vợt Úc Mở rộng 2018.
| Giải đấu                    | 2011            | 2012            | 2013            | 2014            | 2015     | 2016  | 2017     | 2018     | SR      | T-B     |
| --------------------------- | --------------- | --------------- | --------------- | --------------- | -------- | ----- | -------- | -------- | ------- | ------- |
| Giải Grand Slam             |                 |                 |                 |                 |          |       |          |          |         |         |
| Úc Mở rộng                  | A               | A               | 2R              | 2R              | 3R       | 2R    | W        | 2R       | 1 / 6   | 12–5    |
| Pháp Mở rộng                | A               | A               | 2R              | 3R              | 3R       | 2R    | 1R       |          | 0 / 5   | 6–5     |
| Wimbledon                   | A               | 1R              | 1R              | 3R              | F        | QF    | SF       |          | 0 / 6   | 14–6    |
| Mỹ Mở rộng                  | A               | A               | QF              | 1R              | F        | 2R    | SF       |          | 0 / 5   | 13–5    |
| Thắng-Bại                   | 0–0             | 0–1             | 5–4             | 5–4             | 14–4     | 6–4   | 14–3     | 1–1      | 1 / 22  | 45–21   |
| ATP World Tour Finals       |                 |                 |                 |                 |          |       |          |          |         |         |
| ATP Finals                  | Did Not Qualify | Did Not Qualify | Did Not Qualify | Did Not Qualify | RR       | W     | W        |          | 2 / 3   | 10–3    |
| ATP World Tour Masters 1000 |                 |                 |                 |                 |          |       |          |          |         |         |
| Indian Wells Masters        | A               | A               | A               | 1R              | 2R       | 1R    | QF       |          | 0 / 4   | 3–4     |
| Miami Masters               | A               | A               | A               | 1R              | 2R       | 1R    | 2R       |          | 0 / 4   | 2–4     |
| Monte-Carlo Masters         | A               | A               | A               | A               | 1R       | QF    | QF       |          | 0 / 3   | 3–3     |
| Madrid Masters              | A               | A               | A               | 1R              | QF       | QF    | QF       |          | 0 / 4   | 5–4     |
| Rome Masters                | A               | A               | A               | A               | QF       | 1R    | SF       |          | 0 / 3   | 4–3     |
| Rogers Cup                  | A               | A               | A               | 2R              | QF       | QF    | QF       |          | 0 / 4   | 4–4     |
| Cincinnati Masters          | A               | A               | A               | 1R              | 2R       | 1R    | QF       |          | 0 / 4   | 0–4     |
| Thượng Hải Masters          | A               | A               | SF              | 1R              | 2R       | F     | W        |          | 1 / 5   | 11–4    |
| Paris Masters               | A               | A               | 1R              | A               | 2R       | W     | QF       |          | 1 / 4   | 6–3     |
| Thắng-Bại                   | 0–0             | 0–0             | 3–2             | 1–6             | 8–9      | 14–8  | 12–8     | 0–0      | 2 / 35  | 37–33   |
| Giải đấu đại diện quốc gia  |                 |                 |                 |                 |          |       |          |          |         |         |
| Summer Olympics             | NH              | A               | Not Held        | Not Held        | Not Held | V1    | Not Held | Not Held | 0 / 1   | 0–1     |
| Davis Cup                   | A               | A               | A               | A               | A        | 1R    | SF       |          | 0 / 2   | 3–2     |
| Thắng-Bại                   | 0–0             | 0–0             | 0–0             | 0–0             | 0–0      | 1–2   | 2–1      | 0–0      | 0 / 3   | 3–3     |
| Thống kê sự nghiệp          |                 |                 |                 |                 |          |       |          |          |         |         |
| Chung kết ATP               | 0               | 0               | 4               | 4               | 8        | 6     | 5        | 1        | 28      | 28      |
| Danh hiệu ATP               | 0               | 0               | 3               | 1               | 2        | 5     | 5        | 1        | 17      | 17      |
| Tổng số Thắng-Bại           | 0–0             | 1–2             | 37–22           | 36–27           | 45–27    | 46–23 | 46–19    | 4–1      | 215–121 | 215–121 |
| % Thắng                     | –               | 33%             | 63%             | 57%             | 63%      | 67%   | 71%      | 80%      | 64%     | 64%     |
| Xếp hạng cuối năm           | 359             | 76              | 29              | 43              | 8        | 9     | 4        |          |         |         |